# Dicranomyia remota
Dicranomyia remota là một loài ruồi trong họ Limoniidae. Chúng phân bố ở miền Australasia.